# Premierzy Słowacji

## Tymczasowy Rząd Słowacji (1918)
| # | Imię i Nazwisko          | Portret | Kadencja         | Kadencja          | Partia polityczna | Partia polityczna | Rząd |
| # | Imię i Nazwisko          | Portret | Od               | Do                | Partia polityczna | Partia polityczna | Rząd |
| - | ------------------------ | ------- | ---------------- | ----------------- | ----------------- | ----------------- | ---- |
| 1 | Vavro Šrobár (1867–1950) |         | 6 listopada 1918 | 14 listopada 1918 |                   | SNS               | •    |

## Słowacka Republika Rad(1919)
| # | Imię i Nazwisko              | Portret | Kadencja        | Kadencja     | Partia polityczna | Partia polityczna | Rząd |
| # | Imię i Nazwisko              | Portret | Od              | Do           | Partia polityczna | Partia polityczna | Rząd |
| - | ---------------------------- | ------- | --------------- | ------------ | ----------------- | ----------------- | ---- |
| 1 | Antonín Janoušek (1877–1941) |         | 20 czerwca 1919 | 7 lipca 1919 |                   | SKPRW             | •    |

## Autonomia (1938–1939)
| # | Imię i Nazwisko         | Portret          | Kadencja            | Kadencja       | Partia polityczna | Partia polityczna | Rząd |
| # | Imię i Nazwisko         | Portret          | Od                  | Do             | Partia polityczna | Partia polityczna | Rząd |
| - | ----------------------- | ---------------- | ------------------- | -------------- | ----------------- | ----------------- | ---- |
| 1 | Jozef Tiso (1887–1947)  |                  | 7 października 1938 | 1 grudnia 1938 |                   | HSĽS-SSNJ         | 1    |
| 1 | Jozef Tiso (1887–1947)  | 1 grudnia 1938   | 20 stycznia 1939    | 2              |                   | HSĽS-SSNJ         |      |
| 1 | Jozef Tiso (1887–1947)  | 20 stycznia 1939 | 9 marca 1939        | 3              |                   | HSĽS-SSNJ         |      |
| 2 | Jozef Sivák (1886–1959) |                  | 9 marca 1939        | 11 marca 1939  | •                 | HSĽS-SSNJ         |      |
| 3 | Karol Sidor (1901–1953) |                  | 11 marca 1939       | 14 marca 1939  | •                 | HSĽS-SSNJ         |      |

## Pierwsza Republika Słowacka(1939–1945)
| # | Imię i Nazwisko          | Portret | Kadencja             | Kadencja             | Partia polityczna | Partia polityczna | Rząd |
| # | Imię i Nazwisko          | Portret | Od                   | Do                   | Partia polityczna | Partia polityczna | Rząd |
| - | ------------------------ | ------- | -------------------- | -------------------- | ----------------- | ----------------- | ---- |
| 1 | Jozef Tiso (1887–1947)   |         | 14 marca 1939        | 27 października 1939 |                   | HSĽS-SSNJ         | 4    |
| 2 | Vojtech Tuka (1880–1946) |         | 27 października 1939 | 5 września 1944      | •                 | HSĽS-SSNJ         |      |
|   | Štefan Tiso (1897–1959)  |         | 5 września 1944      | 3 kwietnia 1945      | •                 | HSĽS-SSNJ         |      |

## Słowacja (1944–1969)[1]

### Przewodniczący Rady Komisarycznej
| # | Imię i Nazwisko             | Portret           | Kadencja         | Kadencja          | Partia polityczna | Partia polityczna | Rząd |
| # | Imię i Nazwisko             | Portret           | Od               | Do                | Partia polityczna | Partia polityczna | Rząd |
| - | --------------------------- | ----------------- | ---------------- | ----------------- | ----------------- | ----------------- | ---- |
| 1 | Karol Šmidke (1897–1952)    |                   | 18 września 1945 | 16 sierpnia 1946  |                   | KPS               | •    |
| 2 | Gustáv Husák (1913–1991)    |                   | 16 sierpnia 1946 | 18 listopada 1947 | 1                 | KPS               |      |
| 2 | Gustáv Husák (1913–1991)    | 18 listopada 1947 | 23 lutego 1948   | 2                 |                   | KPS               |      |
| 2 | Gustáv Husák (1913–1991)    | 6 marca 1948      | 18 czerwca 1948  | 3                 |                   | KPS               |      |
| 2 | Gustáv Husák (1913–1991)    | 18 czerwca 1948   | 4 maja 1950      | 4                 |                   | KPS               |      |
| 3 | Karol Bacílek (1896–1974)   |                   | 4 maja 1950      | 4                 | 7 września 1951   | KPS               |      |
| 4 | Július Ďuriš (1904–1986)    |                   | 7 września 1951  | 4                 | 31 stycznia 1953  | KPS               |      |
| 5 | Rudolf Strechaj (1914–1962) |                   | 31 stycznia 1953 | 4                 | 17 grudnia 1954   | KPS               |      |
| 5 | Rudolf Strechaj (1914–1962) | 17 grudnia 1954   | 2 sierpnia 1956  | 1                 |                   | KPS               |      |
| 5 | Rudolf Strechaj (1914–1962) | 2 sierpnia 1956   | 10 stycznia 1960 | 2                 |                   | KPS               |      |

## Słowacka Republika Socjalistyczna(1969–1990)[2]i Republika Słowacka (1990-1992)[3]
| #   | Imię i Nazwisko             | Portret          | Kadencja             | Kadencja        | Partia polityczna | Partia polityczna | Rząd |
| #   | Imię i Nazwisko             | Portret          | Od                   | Do              | Partia polityczna | Partia polityczna | Rząd |
| --- | --------------------------- | ---------------- | -------------------- | --------------- | ----------------- | ----------------- | ---- |
| 1   | Štefan Sádovský (1928–1984) |                  | 2 stycznia 1969      | 4 maja 1969     |                   | KPS               | •    |
| 2   | Peter Colotka (1925–2019)   |                  | 4 maja 1969          | 8 grudnia 1971  |                   | KPS               | •    |
| 2   | Peter Colotka (1925–2019)   | 8 grudnia 1971   | 4 listopada 1976     | 1               |                   | KPS               |      |
| 2   | Peter Colotka (1925–2019)   | 4 listopada 1976 | 18 czerwca 1981      | 2               |                   | KPS               |      |
| 2   | Peter Colotka (1925–2019)   | 18 czerwca 1981  | 18 czerwca 1986      | 3               |                   | KPS               |      |
| 2   | Peter Colotka (1925–2019)   | 18 czerwca 1986  | 12 października 1988 | •               |                   | KPS               |      |
| 3   | Ivan Knotek (1936–2020)     |                  | 13 października 1988 | •               | 22 czerwca 1989   | KPS               |      |
| 4   | Pavol Hrivnák (1931–1995)   |                  | 22 czerwca 1989      | •               | 8 grudnia 1989    | KPS               |      |
| 5   | Milan Čič (1932–2012)       |                  | 8 grudnia 1989       | 27 czerwca 1990 | •                 | KPS               |      |
| 5   | Milan Čič (1932–2012)       | VPN              | 8 grudnia 1989       | 27 czerwca 1990 | •                 |                   |      |
| 6   | Vladimír Mečiar (ur. 1942)  |                  | 27 czerwca 1990      | 6 maja 1991     | 1                 |                   |      |
| 7   | Ján Čarnogurský (ur. 1944)  |                  | 6 maja 1991          | 24 czerwca 1992 |                   | KDH               | •    |
| (6) | Vladimír Mečiar (ur. 1942)  |                  | 24 czerwca 1992      | 31 grudnia 1992 |                   | HZDS              | 2    |

## Republika Słowacka (1993–)
| #   | Imię i Nazwisko             | Portret              | Kadencja             | Kadencja             | Partia polityczna | Partia polityczna | Rząd |
| #   | Imię i Nazwisko             | Portret              | Od                   | Do                   | Partia polityczna | Partia polityczna | Rząd |
| --- | --------------------------- | -------------------- | -------------------- | -------------------- | ----------------- | ----------------- | ---- |
| 1   | Vladimír Mečiar (ur. 1942)  |                      | 1 stycznia 1993      | 15 marca 1994        |                   | HZDS              | 2    |
| 2   | Jozef Moravčík (ur. 1945)   |                      | 15 marca 1994        | 13 grudnia 1994      |                   | DEÚS              | •    |
| (1) | Vladimír Mečiar (ur. 1942)  |                      | 13 grudnia 1994      | 30 października 1998 |                   | HZDS              | 3    |
| 3   | Mikuláš Dzurinda (ur. 1955) |                      | 30 października 1998 | 16 października 2002 |                   | SDK               | 1    |
| 3   | Mikuláš Dzurinda (ur. 1955) | 16 października 2002 | 4 lipca 2006         |                      | SDKÚ-DS           | 2                 |      |
| 4   | Robert Fico (ur. 1964)      |                      | 4 lipca 2006         | 8 lipca 2010         |                   | SMER-SD           | 1    |
| 5   | Iveta Radičová (ur. 1956)   |                      | 8 lipca 2010         | 4 kwietnia 2012      |                   | SDKÚ-DS           | •    |
| (4) | Robert Fico (ur. 1964)      |                      | 4 kwietnia 2012      | 23 marca 2016        |                   | SMER-SD           | 2    |
| (4) | Robert Fico (ur. 1964)      | 23 marca 2016        | 22 marca 2018        | 3                    |                   | SMER-SD           |      |
| 6   | Peter Pellegrini (ur. 1975) |                      | 22 marca 2018        | 21 marca 2020        | •                 | SMER-SD           |      |
| 7   | Igor Matovič (ur. 1973)     |                      | 21 marca 2020        | 1 kwietnia 2021      |                   | OĽaNO             | •    |
| 8   | Eduard Heger (ur. 1976)     |                      | 1 kwietnia 2021      | 15 maja 2023         | •                 | OĽaNO             |      |
| 9   | Ľudovít Ódor (ur. 1976)     |                      | 15 maja 2023         | 25 października 2023 |                   | bezpartyjny       | •    |
| (4) | Robert Fico (ur. 1964)      |                      | 25 października 2023 | nadal                |                   | SMER-SD           | 4    |